# Consejo del Condado de Cambridgeshire
El Consejo del Condado de Cambridgeshire es la entidad gubernamental que administra el condado no metropolitano de Cambridgeshire, en Inglaterra. Este condado es más pequeño que el condado ceremonial, el cual también abarca la ciudad de Peterborough. El consejo está integrado por 61 concejales que representan a 59 divisiones electorales. Su sede se encuentra en New Shire Hall, ubicado en Alconbury Weald, cerca de Huntingdon. El consejo forma parte de la Asociación de Gobiernos Locales del Este de Inglaterra y es un miembro fundacional de la Autoridad Combinada de Cambridgeshire y Peterborough.
Desde mayo de 2025, la administración del consejo está bajo el control de una mayoría de Demócratas Liberales.

## Historia
El Consejo del Condado de Cambridgeshire fue establecido en 1889 debido a la Ley de Gobierno Local de 1888, convirtiéndose en uno de los dos consejos de condado que cubrían Cambridgeshire; el otro era el Consejo del Condado de la Isla de Ely. En 1965, ambos consejos se fusionaron para formar el Consejo del Condado de Cambridgeshire y la Isla de Ely.
Este arreglo se mantuvo hasta 1974, cuando, tras la promulgación de la Ley de Gobierno Local de 1972, Cambridgeshire y la Isla de Ely se fusionaron con Huntingdon y Peterborough para crear el nuevo condado no metropolitano de Cambridgeshire, bajo la administración del recién formado Consejo del Condado de Cambridgeshire. Las primeras elecciones para esta nueva autoridad se realizaron en abril de 1973, y el consejo comenzó sus labores el 1 de abril de 1974.
Desde su reorganización en 1974 hasta 1998, el Consejo del Condado administró la totalidad del condado de Cambridgeshire. Sin embargo, en 1998, el Ayuntamiento de Peterborough se convirtió en una autoridad unitaria, quedando fuera de la jurisdicción del consejo del condado. A pesar de ello, Peterborough sigue siendo parte del consejo en términos ceremoniales, geográficos y administrativos, y mantiene colaboración con él. Desde 2017, el consejo forma parte de la Autoridad Combinada de Cambridgeshire y Peterborough, que es dirigida por el alcalde de Cambridgeshire y Peterborough, elegido de manera directa.
El consejo se encarga de la gestión de servicios públicos como educación, transporte, carreteras, patrimonio, asistencia social, bibliotecas, regulaciones comerciales y manejo de residuos.

## Composición actual
| Gobierno (31)             |
| ------------------------- |
| Demócratas Liberales (31) |

| Otros partidos (30)      |
| ------------------------ |
| Partido Conservador (10) |
| Reform UK (10)           |
| Partido Laborista (5)    |
| Partido Verde (3)        |
| Independientes (2)       |

## Consejos de distrito
El consejo del condado representa el nivel más alto del gobierno local, por debajo del cual operan cinco consejos distritales encargados de gestionar servicios locales como vivienda, planificación urbanística, licencias, recaudación del impuesto municipal y recolección de residuos. Los distritos que conforman Cambridgeshire son:
- Ayuntamiento de Cambridge
- Consejo del Distrito de East Cambridgeshire
- Consejo del distrito de Fenland
- Consejo del Distrito de Huntingdonshire
- Consejo del Distrito de South Cambridgeshire

## Control político
Luego de las elecciones del Consejo del Condado de Cambridgeshire de 2025, los Demócratas Liberales lograron obtener la mayoría de los escaños en el consejo.
Desde la implementación de las reformas establecidas por la Ley de Gobierno Local de 1972, que entraron en vigor el 1 de abril de 1974, el control político del consejo del condado ha sido el siguiente:
| Control partidario   | Años          |
| -------------------- | ------------- |
| Sin control general  | 1974-1977     |
| Partido Conservador  | 1977-1985     |
| Sin control general  | 1985-1989     |
| Partido Conservador  | 1989-1993     |
| Sin control general  | 1993-1997     |
| Partido Conservador  | 1997-2013     |
| Sin control general  | 2013-2017     |
| Partido Conservador  | 2017-2021     |
| Sin control general  | 2021-2025     |
| Demócratas Liberales | 2025-presente |

Las próximas elecciones se celebrarán el 3 de mayo de 2029.

### Liderazgo
Los líderes del consejo desde 1997 han sido:
| Consejal        | Partido              | Inicio                  | Fin                     |
| --------------- | -------------------- | ----------------------- | ----------------------- |
| Keith Walters   | Partido Conservador  | 1997                    | 15 de mayo de 2007      |
| Shona Johnston  | Partido Conservador  | 15 de mayo de 2007      | 12 de noviembre de 2007 |
| Keith Walters   | Partido Conservador  | 11 de diciembre de 2007 | Mayo de 2008            |
| Jill Tuck       | Partido Conservador  | 13 de mayo de 2008      | Mayo de 2011            |
| Nick Clarke     | Partido Conservador  | 17 de mayo de 2011      | 5 de mayo de 2013       |
| Martin Curtis   | Partido Conservador  | 21 de mayo de 2013      | 13 de mayo de 2014      |
| Steve Count     | Partido Conservador  | 13 de mayo de 2014      | 18 de mayo de 2021      |
| Lucy Nethsingha | Demócratas Liberales | 18 de mayo de 2021      | -                       |

## Instalaciones

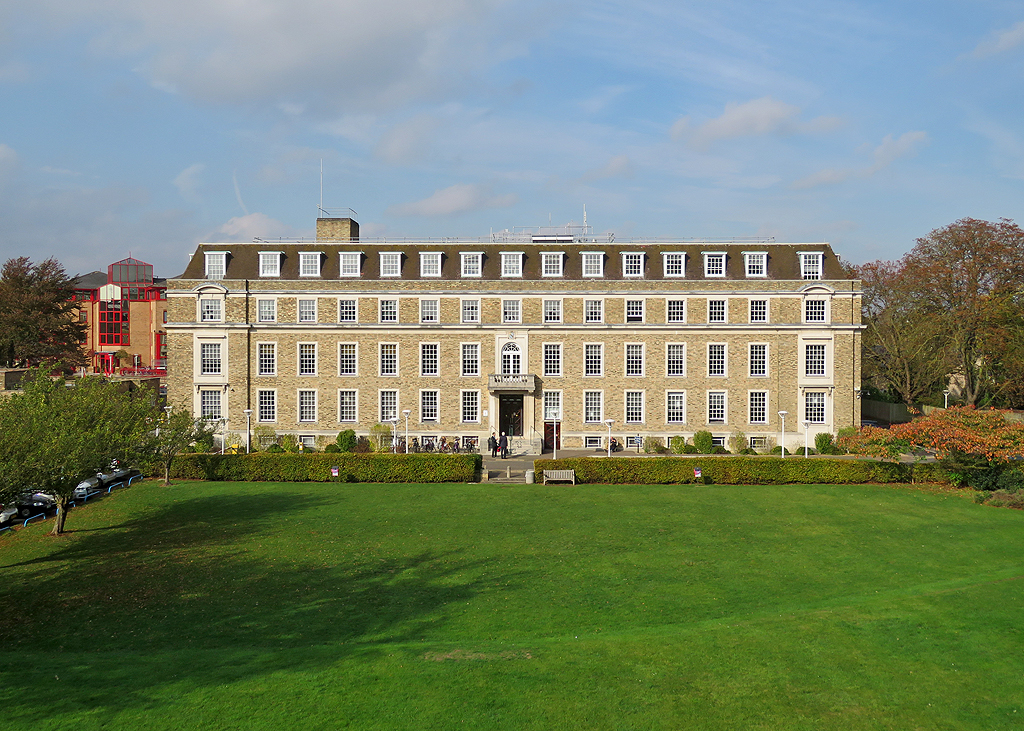
Shire Hall, Castle Hill, Cambridge: sede del consejo de 1932-2021.

Hasta 2021, el consejo del condado tenía sus oficinas y lugar de reunión en Cambridge, y en distintos momentos estaba ubicado en el Guildhall, el County Hall y el Shire Hall.
En 2021, el consejo abandonó Shire Hall y abandonó Cambridge, trasladándose a New Shire Hall en Alconbury Weald, en la parroquia de The Stukeleys, al noroeste de Huntingdon.La primera reunión del comité que se celebró en New Shire Hall fue en septiembre de 2021.La ceremonia de inauguración oficial de New Shire Hall se celebró el 8 de julio de 2022.